# Ballada o niej
Ballada o niej (zapis stylizowany: Ballada o Niej) – szósty singel polskiej piosenkarki Darii Zawiałow z jej czwartego albumu studyjnego, zatytułowanego Dziewczyna pop. Singel został wydany 28 listopada 2024.
Piosenka była nominowana do nagrody polskiego przemysłu fonograficznego Fryderyka w kategoriach: „singiel roku pop” i „teledysk roku”.
Kompozycja znalazła się na 1. miejscu listy OLiA, najczęściej odtwarzanych utworów w polskich rozgłośniach radiowych. Nagranie otrzymało w Polsce status złotego singla, przekraczając liczbę 25 tysięcy sprzedanych kopii.

## Geneza utworu i historia wydania
Utwór napisali i skomponowali Daria Zawiałow i Bartosz Dziedzic, który również odpowiada za produkcję piosenki. Jest to piosenka o babci piosenkarki, która zmarła podczas procesu tworzenia albumu.
Singel ukazał się w formacie digital download 28 listopada 2024 w Polsce za pośrednictwem wytwórni płytowej Sony Music Entertainment Poland. Piosenka została umieszczona na czwartym albumie studyjnym Zawiałow – Dziewczyna pop w tzw. „Rozdziale 92’”.
W marcu 2025 utwór uzyskał nominację do nagrody polskiego przemysłu fonograficznego Fryderyka w kategoriach: „singiel roku pop” i „teledysk roku”.

## „Ballada o niej” w stacjach radiowych
Nagranie było notowane na 1. miejscu w zestawieniu OLiA, najczęściej odtwarzanych utworów w polskich rozgłośniach radiowych.

## Teledysk
Do utworu powstał teledysk w reżyserii samej piosenkarki i Mateusza Dziekońskiego, który udostępniono 6 listopada 2024 za pośrednictwem serwisu YouTube.

## Lista utworów
- Digital download[2]

1. „Ballada o niej” – 4:22
2. „Ballada o niej” (Live, 92’) – 4:29

## Notowania

### Pozycja na liście sprzedaży
| Kraj   | Lista (2023)             | Najwyższa pozycja |
| ------ | ------------------------ | ----------------- |
| Polska | OLiS – single w streamie | 65                |

### Pozycja na liście airplay
| Kraj   | Lista (2024–25)                | Najwyższa pozycja |
| ------ | ------------------------------ | ----------------- |
| Polska | OLiS – oficjalna lista airplay | 1                 |

## Certyfikaty
| Kraj          | Certyfikat  | Sprzedaż |
| ------------- | ----------- | -------- |
| Polska (ZPAV) | złota płyta | 25 000+  |

## Wyróżnienia
| Rok  | Konkurs                  | Kategoria                   | Rezultat    |
| ---- | ------------------------ | --------------------------- | ----------- |
| 2024 | Gorąca 100               | 100 największych hitów 2024 | Nominacja   |
| 2024 | Przebój roku RMF FM 2024 | Przebój roku                | 30. miejsce |
| 2025 | Fryderyki 2025           | Singiel roku pop            | Nominacja   |
| 2025 | Fryderyki 2025           | Teledysk roku               | Nominacja   |